# Ipswich (Dakota Południowa)
Ipswich – miasto w Stanach Zjednoczonych, w stanie Dakota Południowa, siedziba administracyjna hrabstwa Edmunds.